# Casanova (Bardi)
Casanova è una frazione del comune di Bardi, in provincia di Parma.
La località dista 6,13 km dal capoluogo.

## Geografia fisica
Il piccolo borgo appenninico di Casanova sorge alla quota di 550 m s.l.m., sul versante sinistro della val Ceno.

## Origini del nome
Il toponimo ha origine alto-medievale, in riferimento probabilmente a un massaro al quale fu affidata la gestione di un manso nella zona verso il IX secolo.

## Storia
In epoca alto-medievale la val Ceno era attraversata da importanti strade di collegamento tra la val Padana e la costa ligure e toscana; per questo nel piccolo borgo di Casanova, citato per la prima volta nell'874, fu fondata entro il IX secolo una pieve con giurisdizione su tutto il territorio circostante fino a Bardi.
A protezione della zona, sul luogo di un casale fondato probabilmente dai Longobardi entro l'VIII secolo fu edificato intorno al 900 il castello di Lacore; la fortificazione fu abbandonata in seguito al crescente prevalere della rocca di Bardi, acquistata da Ubertino Landi nel 1257.
Alla fine del XVI secolo Casanova fu colpita da una forte carestia, cui seguì la diffusione di un'epidemia di tifo che causò la morte del 15 % degli abitanti; nel 1631 arrivò nel borgo anche la peste, che tuttavia ebbe effetti meno gravi rispetto alle altre località dei dintorni.
In seguito all'abolizione dei diritti feudali sancita da Napoleone per il ducato di Parma e Piacenza nel 1805, Casanova divenne frazione del nuovo comune (o mairie) di Bardi.
Il borgo, dopo aver raggiunto un picco di circa 1 000 abitanti agli inizi del XX secolo, si spopolò drasticamente nei decenni seguenti, in seguito all'emigrazione di buona parte dei nativi.

## Monumenti e luoghi d'interesse

### Chiesa di Santa Maria Assunta

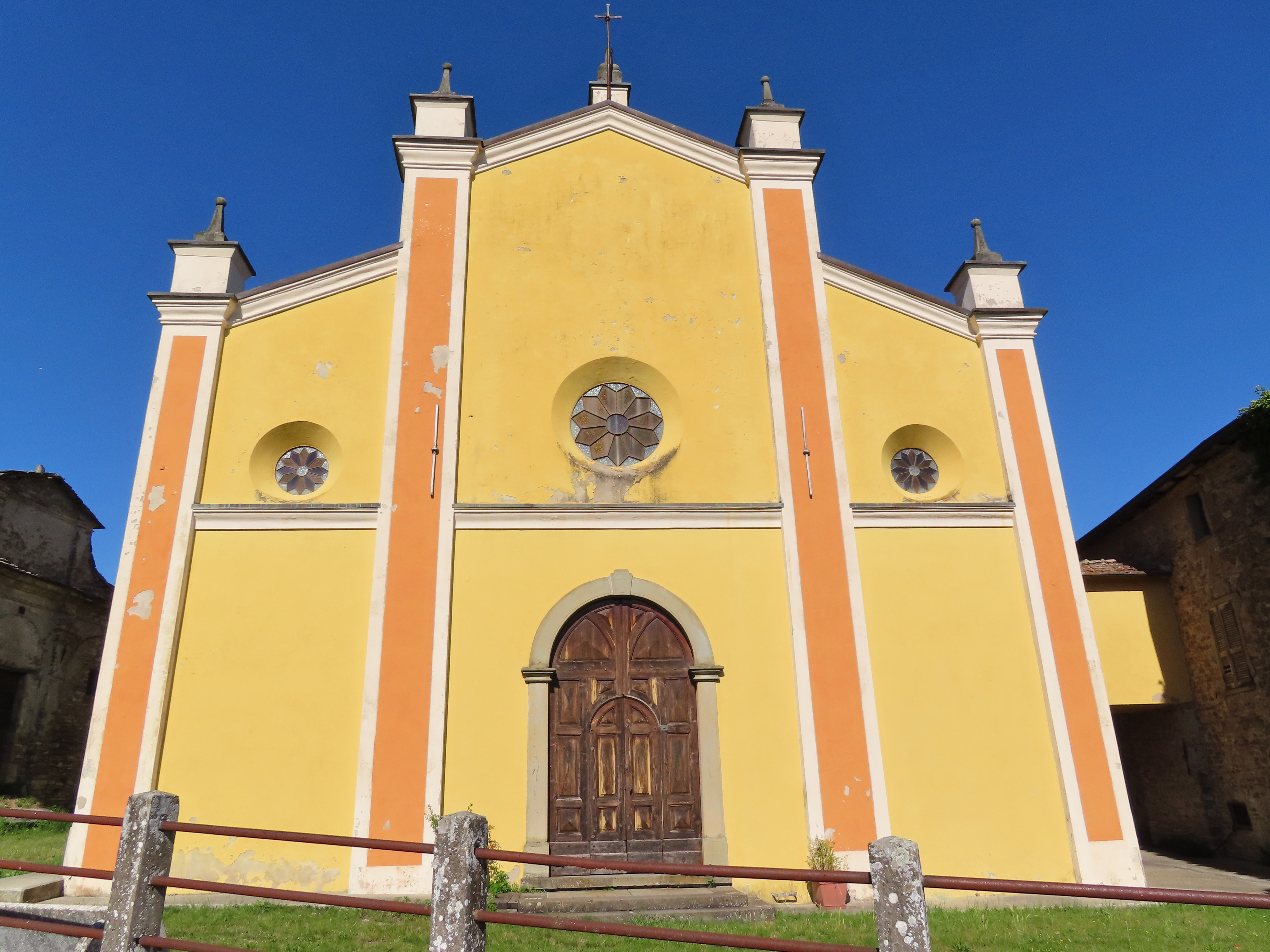
Facciata della chiesa di Santa Maria Assunta

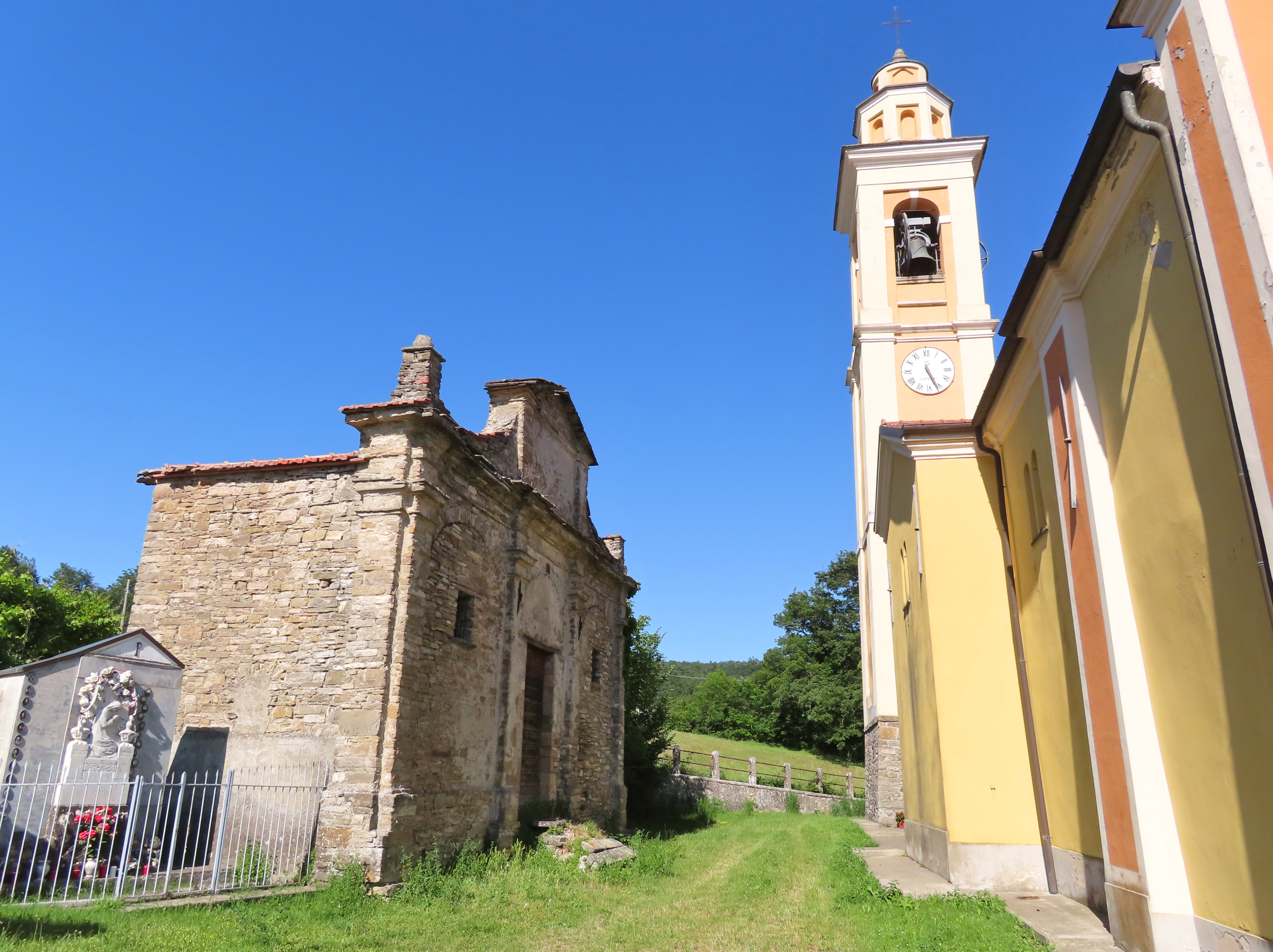
Campanile e cappella cimiteriale della chiesa di Santa Maria Assunta

Menzionata per la prima volta nell'898, la pieve originaria fu ricostruita in stile romanico entro il XII secolo e arricchita di un esonartece nel XIII secolo; risistemata e allungata nel XVII secolo, fu profondamente ristrutturata in stile tardo-barocco tra il 1777 e il 1779; dotata di una nuova facciata neogotica nel 1891, fu completamente restaurata nel 1996, riportando alla luce le fondazioni dei due templi medievali. La chiesa, sviluppata su un impianto a tre navate con sei cappelle, è decorata internamente con stucchi rococò e affreschi e conserva varie opere di pregio, tra cui un'antichissima grande vasca battesimale in arenaria, vari arredi in legno intagliato e la pala raffigurante l'Assunzione, eseguita da Giovan Battista Trotti agli inizi del XVII secolo.

### Castello di Lacore
Fondato in epoca alto-medievale probabilmente dai Longobardi, Lacore fu menzionato come casale tra il 770 e l'898; trasformato in castello difensivo verso il 907 per via della sua strategica posizione a picco sul Ceno, continuò a essere abitato fino almeno all'XI secolo; successivamente abbandonato, cadde in rovina. Dell'antico maniero si conservano, seminascoste da un querceto, le rovine della mura esterne e interne, parzialmente riportate alla luce tra la fine del XIX e gli inizi del XX secolo.

### Molino Castelletto
Menzionato per la prima volta nel 1825, il mulino fu modificato più volte negli anni seguenti; situato in località Castelletto, costituisce uno dei rari esempi di mulini ad acqua ancora funzionanti.